# سلبریشن (فلوریدا)
سلبریشن (به انگلیسی: Celebration) یک منطقهٔ مسکونی در ایالات متحده آمریکا است که در شهرستان اوسکئولا، فلوریدا واقع شده‌است. سلبریشن ۲۷٫۷ کیلومتر مربع مساحت و ۷٬۴۲۷ نفر جمعیت دارد و ۲۵ متر بالاتر از سطح دریا قرار دارد.